# كايكي دي جيسوس دا سيلفا
كايكي دي جيسوس دا سيلفا (مواليد 18 يوليو 2000، لاعب كرة قدم برازيلي يجيد اللعب كمهاجم.
مثل نادي باهيا و احترف في الإمارات في نادي النصر ونادي خورفكان ونادي العروبة و نادي دبا الحصن.

## روابط خارجية
كايكي دي جيسوس دا سيلفا على موقع قاعدة بيانات كرة القدم.إي يو (الإنجليزية)
- كايكي دي جيسوس دا سيلفا على موقع Soccerway.com (الإنجليزية)